# Игры, в которые играют люди
«Игры, в которые играют люди» (англ. Games People Play) — книга американского психолога и психиатра Эрика Берна, опубликованная в 1964 году, в основе которой лежит его работа, посвящённая трансакционному анализу. С момента публикации было продано более пяти миллионов экземпляров.

## Содержание
В первой половине книги Берн вводит понятие трансакционный анализ как способ интерпретации социальных взаимодействий. Автор описывает три эго-состояния: «Родитель», «Взрослый» и «Ребёнок» — и утверждает, что многие негативные проявления могут быть связаны со смешением или путаницей этих ролей. Например, начальник, разговаривающий со своим персоналом как строгий родитель, в результате провоцирует нездоровые реакции своих сотрудников в виде капризных вспышек раздражения и других проявлений уничижительного повиновения.
Вторая половина книги описывает серию игр, в которых люди взаимодействуют посредством трансакций. По определению Берна, психологическая игра — это коммуникация с другими людьми, которая включает скрытые трансакции (психологические послания) и чаще всего приводит к отрицательным чувствам. В результате «победитель» игры разума — это человек, который возвращается во взрослое состояние «эго».
В одной из игр, описываемых автором, под названием «Попался, сукин сын» объясняется ситуация, когда водопроводчик совершает ошибку, предоставляя счёт в размере 404 долларов вместо первоначально оговоренной цены (400 долларов). Несмотря на то, что в начале разговора заказчик ясно дал понять: он не будет платить большую сумму, клиент устраивает скандал, обвиняя работника во всех грехах, и заявляет, что не закроет счёт до тех пор, пока водопроводчик не исправит ошибку в размере 4 доллара (вместо того, чтобы просто заплатить 4 доллара). В этом примере «ПСС» (Берн часто сокращает имена игр, используя аббревиатуры) клиент получает выигрыш в форме оправдания своей ярости и возможности избежать осознания своих недостатков. Водопроводчик также получает выгоду от своего явного отказа соблюдать условия соглашения, тем не менее соглашаясь снизить цену. Если рассматривать ситуацию со стороны водопроводчика, она является ярким примером игры «Почему это всегда происходит со мной?» («ПСМВТ»).
Не все взаимодействия или трансакции являются частью игры. В частности, если обе стороны в разговоре «один на один» остаются в эго-состоянии «Взрослых», менее вероятно, что игра воспроизведётся. Для краткости игры описываются преимущественно с мужской точки зрения, за исключением тех ситуаций, когда они по своему характеру являются определённо женскими.

### Формула игры по Берну
Как уже говорилось, игра — это комплекс скрытых трансакций, повторяющихся и характеризующихся чётко определённым психологическим выражением. Во время скрытой трансакции участник чаще всего притворяется, поскольку создаёт видимость, что делает что-то одно, а в действительности совершает совсем другое. Все игры предполагают «приманку»[уточнить].
Берн предлагает следующую «формулу»: Крючок + Клёв = Реакция → Переключение → Смущение → Расплата («Выигрыш»).
Крючок — скрытое, обычно невербальное психологическое послание одного игрока другому. Например, игра «Соблазн», «Насилие» или «Динамо» третьей степени: в ходе этой игры некая девушка всем своим видом и поведением показывает свою сексуальную доступность, как бы забрасывает крючок. Клёв — «заглатывание» крючка. Некий молодой человек улавливает её приглашение к игре, то есть клюет и попадает на её крючок; реакция — он начинает к ней приставать, будучи подсознательно уверенным в её доступности. Переключение — она ему отказывает, он берет её силой. Смущение — она: «Почему он меня изнасиловал?», он: «Что случилось, почему она хотела отказать?» Расплата — она в больнице, он в тюрьме.
При этой же психологической игре (но в первой степени) расплата была бы мягче: в виде набора негативных эмоций обоих игроков. Она могла бы рассказать подругам, какой неудачный роман у неё был, а он мог бы рассказать друзьям, какая она «неприятная» женщина.

### Виды игр
Эриком Берном и его последователями описано множество игр, в которые играют взрослые люди. Все эти игры разделены на следующие категории.

#### Игры на всю жизнь
Все игры при обычных социальных условиях оказывают на судьбу игроков важное и, возможно, решающее влияние, но некоторые из них гораздо чаще, чем другие, становятся делом всей жизни и чаще вовлекают непричастных к играм наблюдателей. Эту группу игр Эрик Берн называет «Играми на всю жизнь». В неё входят «Алкоголик», «Должник», «Ударь меня», «Попался, сукин сын!», «Смотри, что я из-за тебя сделал» и их основные варианты.

#### Семейные и супружеские игры
Супружеские игры следует отделять от сексуальных игр, которые рассматриваются в отдельной главе. К супружеским играм относятся «Тупик», «Суд», «Фригидная женщина» и «Фригидный мужчина», «Загнанная домохозяйка», «Если бы не ты», «Видишь, как я старался» и «Дорогая».
Возможны следующие ситуации: жена играет Жертву, терпя побои и издевательства мужа, а потом переключается в Преследователя, делая из мужа Жертву — сдаёт его в полицию.
«Если бы не ты» — самая распространённая игра между супругами, в которой один из партнёров жалуется, что его половина является препятствием для выполнения действительно желанных вещей в жизни. Берн говорит, что большинство людей бессознательно выбирают супругов, поскольку они нуждаются в определённых ограничениях. Автор приводит пример женщины, которая казалась отчаянной в своих попытках научиться танцевать. Проблема заключалась в том, что муж всячески ограничивал её социальную жизнь. В отчаянии она записалась на танцы, но обнаружила, что ужасно боится танцевать на публике, и завязала со своим увлечением. Берн указывает на то, что мы видим проблему в своём партнере и обвиняем его, хотя чаще всего причина кроется внутри нас самих.

#### Игры на вечеринках
В данной главе рассматриваются четыре игры, которые обычно разыгрываются на вечеринках: «Какой ужас!», «Изъян», «Растяпа» и «Почему бы тебе не… — Да, но…».
В ходе популярнейшей игры «Почему бы тебе не… — Да, но…» один игрок как бы просит совета и помощи, а другие старательно дают их, но герой в итоге отвергает всё, зачастую заводя беседу в тупик. Эта игра начинается, когда человек заявляет о проблеме в своей жизни, а другой отвечает, предлагая конструктивные решения проблемы. Отчаянный говорит: «Да, но…», тем самым продолжает просить о возможных вариантах. В состоянии «взрослого» эго человек изучает и, вероятно, принимает решение (Взрослая позиция), но это не является целью игрока. Его цель — получить от других порцию сострадания для самоудовлетворения («детское» эго). Сочувствующий, в свою очередь, играет роль мудрого родителя.

#### Сексуальные игры
Здесь рассматриваются следующие игры: «Ну-ка, подеритесь», «Извращение», «Насилуют!», «Чулок» и «Скандал». В большинстве случаев инициатором выступает женщина. Это происходит потому, что в жёстких формах игр, в которых инициатором выступает мужчина, сами игры граничат с преступлением и по праву относятся к играм преступного мира. С другой стороны, сексуальные игры пересекаются с супружескими, однако первые доступны не только супругам, но и людям, не состоящим в браке.

#### Игры преступного мира
В наши дни работники служб социальной помощи всё чаще работают совместно с судебными органами и в местах заключения, а сами работники этих учреждений становятся всё более образованными. Однако им следует знать о том, какие игры используются в преступном мире, в тюрьме и за её пределами. В этот раздел включены игры «Полицейские и воры» (или «Казаки-разбойники»), «Как отсюда выбраться» и «Надуем Джо». Речь здесь идёт о кражах, надувательствах, мошенничестве.

#### Игры в кабинете психотерапевта
Здесь рассматриваются такие игры, при которых клиент на приёме у психотерапевта, начитавшись научной литературы и представляя себя всезнающим, подсознательно настроен на то, чтобы не получить помощь. При этом он всячески саботирует работу психотерапевта — например, сам играя в «психотерапевта».
Когда же он действительно, как и хотел, не получит помощи, он может сказать: «Я же говорил, что он мне не поможет…».
«Деревянная нога»: человек, играющий в эту игру, будет пользоваться защитным механизмом: «Что вы хотите от человека с деревянной ногой / тяжёлым детством /депрессией / алкоголизмом?» Некоторые личные особенности используются в качестве оправдания за некомпетентность или недостаток мотивации, при этом утверждается, что человек не должен брать на себя полную ответственность за свою жизнь.

#### Хорошие игры
Хорошей игрой Эрик Берн называет такую, в которой польза для общества перевешивает неоднозначность мотивов, особенно если игрок примиряется с этими мотивами без легкомыслия или цинизма. Таким образом, «хорошая» игра одновременно приносит пользу другим участникам и позволяет инициатору раскрыть себя. Рассматриваются следующие игры: «Трудовой отпуск», «Кавалер», «Рад помочь», «Местный мудрец» и «Они будут рады, что знали меня».
Например, игра «Местный мудрец»: высокообразованный и умный человек изучает множество проблем, не связанных с его профессией. Достигнув пенсионного возраста, он переезжает из большого города и занимает уважаемое положение в маленьком городке. Скоро становится известно, что к нему можно обратиться с любым вопросом — будь то стук в моторе или проблема престарелого родственника, — и он поможет сам или направит к компетентным специалистам. Вскоре он занимает в новом окружении положение «местного мудреца», не высказывая никаких претензий, но всегда проявляя готовность выслушать.

## Влияние
Будучи опубликованной, книга Берна сразу получила большой успех. Начиная с 1964 года она была распродана в течение трёх лет в количестве 600 000 экземпляров. Книга «Игры, в которые играют люди» оставалась в списке бестселлеров газеты The New York Times более двух лет — дольше, чем любая книга не беллетристического содержания за предшествующее десятилетие. В СССР книга была издана в 1988 году в издательстве «Прогресс» большим тиражом (которого тем не менее не хватило всем желающим) и вызвала широкий массовый интерес к психологии.
Работа Эрика Берна оказала огромное влияние как на читателей по всему миру, так и на последователей психолога. Студенты доктора Берна использовали «Игры» в качестве трамплина, чтобы публиковать свои собственные работы. Испытали влияние Берна Томас Харрис, автор книги «Я — о’кей, ты — о’кей», и Клод Штайнер, автор книги «Сценарии жизни людей». Эти люди, а также многие другие, вдохновлённые доктором Берном, применяли трансакционный анализ и идеи «Игр» для дальнейшего раскрытия динамики человеческих отношений.
Эта книга сделала трансакционный анализ Берна популярным инструментом в психотерапии.
Сегодня «Игры, в которые играют люди» остаётся чрезвычайно популярной и по-прежнему продаётся в количестве десятков тысяч копий в год, этo самая популярная из книг, написаных Эриком Берном.

## Критика
Известный американский писатель-сатирик Курт Воннегут-младший опубликовал обзор на книгу Берна в знаменитом Life Magazine в июне 1965 года: «Основополагающая книга. Блестящий, поразительный каталог психологических спектаклей, которые люди разыгрывают снова и снова. Доктор предоставил исчерпывающие сюжетные линии, которые будут актуальны в ближайшие 10 000 лет».
В 2004 году, в честь 40-летия «Игр», Джеймс Аллен — британский писатель, бывший президент Международной ассоциации трансактного анализа — написал работу о влиянии книги «Игры, в которые играют люди», опубликованную в The Script в том же году: «Одна из самых главных идей этой оригинальной книги заключалась в том, что она давала членам общественности ощущение того, что они и другие могут быть услышаны и поняты — и, что более важно, они могут измениться. Таким образом, мы можем с уверенностью сказать — теперь у людей есть инструмент для построения своего опыта положительных эмоций. Упоминание только этих двух аспектов уже может обеспечить популярность „Игр“. „Игры, в которые играют люди“ — это неуловимый бестселлер».
В 1970 году книга «Все мои дети» Джеки Шифф популяризировала шарлатанскую терапию[уточнить], которая стала источником раскола в движении ТА. Неспособность сообщества отречься от своих убеждений принесла трансакционному анализу не лучшую репутацию.
Неоднозначную окраску идея трансакционного анализа, лежащая в основе «Игр», получила также из-за того, что некоторые из положений Берна, бывшие в моде в психологии 1950—1960-х годов, в настоящее время признаны ошибочными — например, поведенческий подход, утверждающий, что причиной гомосексуализма и алкоголизма среди прочего является поведение родителей, перенимаемое ребёнком в раннем детстве, или что аутизм развивается из-за недостатка материнского тепла (Refrigerator mother theory).
В Соединённых Штатах TA практикуется уже не так широко, как прежде, но в некоторых странах он по-прежнему остаётся популярным, а старые книги, посвящённые трансакционному анализу, всё так же являются основными «продуктами» в разделе книг-наставников.